# Посёлок дома отдыха «Румянцево»
Посёлок дома отдыха «Румянцево» — посёлок сельского типа в составе сельского поселения Ядроминское Истринского района Московской области (фактически — несколько зданий на юго-восточной окраине посёлка Курсаково). Население — 66 чел. (2010). Высота над уровнем моря 210 м, с Истрой населённый пункт связан автобусным сообщением (маршрут № 26).

## Население
| 2002 | 2006 | 2010 |
| ---- | ---- | ---- |
| 77   | →77  | ↘66  |